# Кутово
Ку́тово (болг. Кутово) — село у Видинській області Болгарії. Входить до складу общини Видин.

## Населення
За даними перепису населення 2011 року у селі проживали 735 осіб.
Національний склад населення села:
| Національність   | Кількість осіб | Відсоток |
| ---------------- | -------------- | -------- |
| болгари          | 664            | 92,5%    |
| інша             | 52             | 7,2%     |
| Всього відповіли | 718            |          |

Розподіл населення за віком у 2011 році:
Динаміка населення: